# 앨버트 킷슨
앨버트 어니스트 킷슨 경(Albert Ernest Kitson, 1868년 3월 21일 – 1937년 3월 8일)은 영국-오스트레일리아의 지질학자, 박물학자이며, 1927년 라이엘 메달 수상자이다.

## 어린 시절
킷슨은 잉글랜드 체셔 주 오든쇼의 노스 스트리트에서 맨체스터 출신의 존 킷슨과 스코틀랜드 에든버러 출신의 마가렛 네이 닐의 아들로 태어났다. 아버지 쪽 가족은 석공이었고, 어머니 쪽 할아버지는 스코틀랜드 장로회 목사였다. 앨버트의 어린 시절은 그가 한 살 때 가족이 이사한 인도 중부 지방의 나그푸르에서 보냈다. 1876년경 그들은 빅토리아 주로 이민을 갔다. 이곳에서 존과 마가렛은 빅토리아 알프스의 에녹스 포인트에 있는 금광 정착촌의 주립 학교에서 가르쳤고, 이후 존은 최근에 설립된 베날라 근처의 노스 윈턴 주립 학교의 교장으로 임명되었다. 존은 1879년에 협심증으로 사망했고, 마가렛은 1898년 사망할 때까지 학교 운영을 맡았으며, 앨버트와 그의 남동생 (존) 시드니 두 명의 살아남은 자녀가 이 학교에 다녔다.

## 경력
앨버트 킷슨은 1886년 빅토리아 주 공공 서비스에 사무원으로 입사했다. 이 직책에 재직하면서 그는 지질 현장 조사도 수행했다. 이것은 열정을 불러일으켰고, 그가 노동자 대학(현재 로열 멜버른 기술 연구소)에서, 그리고 이어서 멜버른 대학교에서 지질학을 파트타임으로 공부하도록 장려했다. 1903년까지 그는 빅토리아 지질조사국의 2인자 자리까지 올랐고, 나중에 선임 지질학자가 되었으며 한동안 대행 이사도 역임했다. 그는 빅토리아 주의 광물 자원과 태즈메이니아주의 빙하 퇴적층에 대한 여러 연구를 발표했다. 1907년 앨버트 킷슨은 빅토리아 주 깁스랜드의 부찬 동굴이 기물 파손으로부터 보호하기 위해 보호 구역으로 지정되어야 한다고 권고했다.
빅토리아 주에서의 초기 작업 이후, 킷슨은 그의 후속 전문 생활 대부분을 아프리카에서 보냈다. 그의 지질학적 재능을 인정한 J. W. 그레고리 교수는 그를 남부 나이지리아의 수석 광물 측량사 직책에 추천했고 거기서 그는 석탄과 갈탄을 발견했다. 1909년에 그는 나이지리아의 에누구-우디 벼랑을 따라 검은 역청탄을 발견했고, 잠재적으로 중요한 석탄 매장지에 큰 기대를 걸었다. 포트하커트라는 도시는 1912년에 이 나이지리아 석탄의 출구로 건설되었고, 북쪽으로 카두나까지 이어지는 철도 노선을 통해 에누구와 연결되었다. 에누구 탄전은 1915년에 생산에 들어갔고, 에누구로 인구의 중요한 이주를 야기하여 이 도시에 "석탄 도시"라는 별명을 안겨주었다. 나이지리아 석탄은 품질이 좋지 않아 주로 식민지 내에서 국내 소비용으로 사용되었으며, 철도와 전력에 중요한 동력 자원을 제공했다.
킷슨의 임무는 영국 식민 당국이 착취할 수 있는 광물 매장지를 발견하는 것이었지만, 그는 항상 이를 지역 주민들의 물질적 상황을 개선하려는 부권적 관심과 결합했다. 1912년 J. P. 언스테드가 북미의 밀 재배 기후 조건에 대한 강의를 들은 후, 킷슨은 언스테드의 발견이 나이지리아에 적용될 수 있는지 물었다. 킷슨은 "밀 재배 산업이 확립된다면 서아프리카 사람들에게 큰 도움이 될 것"이라고 주장했다. 그는 부권적인 어조로 다음과 같이 덧붙였다. "북나이지리아에서는 현재 재배되는 덜 가치 있는 기장을 크게 대체할 수 있으며, 남나이지리아에서는 주요 식량인 카사바, 얌, 옥수수를 물질적으로 보충할 수 있을 것입니다."
나이지리아 이후 킷슨은 에드먼드 틸과 함께 아프리카 탐험을 계속했으며, 특히 1913년부터 1930년까지 영국령 골드코스트 (현재 가나)에서 광물 조사국장을 역임한 후 지질 조사국장이 되었다. 킷슨은 기차와 자전거로 식민지를 여행하며 보크사이트와 망가니즈를 포함한 상당한 광물 매장량을 발견했다. 그는 1914년 키비 근처의 아테와 산맥에서 알루미나의 원료인 보크사이트를 발견했다. 그가 발견한 최초의 망간 광석은 1914년 5월 타르콰에서 약 6 마일 (9.7 km) 떨어진 세콘디-쿠마시 철도 근처에서 발견되었다. 이러한 매장지는 다른 지역의 광물 공급이 어려워지면서 영국의 전쟁 노력에 중요했다. 전쟁 마지막 해 동안 킷슨이 골드코스트에서 발견한 매장지에서 무기 생산에 사용되는 32,000톤의 망간이 영국으로 운송되었다. 그리고 1919년 2월, 그의 동료 E. O. 틸 (이전 틸레)과 함께 그는 비림강에서 골드코스트에서 발견된 최초의 다이아몬드 매장지를 발견했다. 이 다이아몬드는 작았지만 품질이 좋았다. 킷슨은 팔면체와 십이면체를 보여주는 좋은 결정이라고 언급했다. 이것은 특히 귀중한 다이아몬드 공급원이 되었고 다이아몬드 수출은 엄청나게 증가했다. 1934년 골드코스트에서 수출된 다이아몬드 2,172,563 캐럿 (434.5126 kg)은 그 해 전 세계 공급량의 39%를 차지했다.
킷슨은 또한 골드코스트/가나의 수력 발전 개발과도 관련이 있다. 1915년에 그는 볼타강의 아코솜보에 댐을 건설하여 수력 전기를 생산할 것을 처음으로 권고했으며, 이를 이용하여 전년도에 자신이 발견했던 콰후 고원의 보크사이트 매장지를 처리할 생각이었다. 댐 건설은 1965년이 되어서야 실행에 옮겨졌는데, 가나의 초대 흑인 대통령인 콰메 은크루마 박사가 경제 현대화 수단으로 수력 발전을 결정했기 때문이다. 이 개발로 세계 최대의 인공 호수인 볼타호가 탄생했다.

## 만년
1930년 골드코스트에서 은퇴한 후, 킷슨은 버킹엄셔 주 비컨즈필드 (버킹엄셔주)로 이주했으며, 그곳에서 자신의 집을 "베날타"(베날라의 원래 이름에 대한 참조)라고 불렀는데, 이는 오스트레일리아에 대한 그의 변함없는 열정을 나타내는 것이었다. 이곳에서 그는 계속해서 아프리카와 관련된 지질학적 질문에 대한 자문을 제공했다. 특히 그는 1930년대 초반 이른바 카카메가 골드러시 기간 동안 케냐의 금광에 대해 보고했는데, 그곳에서 금 채굴은 다시 한번 지역 사회의 권리와 환경에 대한 무시를 드러냈다. 식민지 사무실에 제출한 보고서에서 킷슨은 아마추어 기술로 인해 채굴되는 금의 절반 가량이 낭비되고 있을 수 있다고 제안했다. The Spectator 잡지 기사에서 킷슨은 아마추어 금 채굴업자들의 유입을 1897-8년 캐나다 클론다이크의 유사한 상황과 비교했다. "카카메가로 가는 길은 이제 눈 없는 미니어처 '98년의 길'과 흡사하다. 전 클론다이크 개척자부터 오스트레일리아 오지 주민까지, 늙은 광부들이 그 장소로 서둘러 가고 있다." 그러나 킷슨의 초기 보고서가 처음부터 풍부한 채굴 가능성을 부각시키면서 러시를 촉발시킨 것으로 보인다. The Spectator가 언급했듯이: "앨버트 킷슨 경의 보고서가 발표된 이후, 카카메가 금광의 인구는 두 배로 늘었다." 이 잡지에 실린 킷슨의 기사는 러시를 더욱 부채질했을 뿐이다.
킷슨은 그의 업적을 인정받아 수많은 영예를 안았다. 그는 1918년에 대영제국 훈장 3등급 (CBE)에, 1922년에는 성 미카엘 및 성 조지 훈장 동반자 (CMG)에 임명되었다. 1927년 킷슨은 지질학에 대한 공로로 기사 작위를 받았다. 런던 지질학회는 1897년에 그를 펠로우로 선출했고, 1918년에 울라스턴 기금을 수여한 후, 1927년에 탁월한 지구 과학자에게 수여되는 매우 권위 있는 연례상인 라이엘 메달을 수여했다. 1929년에 그는 영국 과학 발전 협회의 지질학 부회장으로 임명되었고, 은퇴 후 1934년에 지질학자 협회 회장이 되었다. 킷슨은 국제 지질 학회 (4회)와 세계 전력 회의 (4회)에서 영국 정부의 공식 대표였다. 오스트레일리아 빅토리아 주의 부찬 동굴 중 하나는 그의 이름을 따서 명명되었으며, 화석 연체동물, 화석 유칼립투스 및 살아있는 유칼립투스도 마찬가지이다. 유칼립투스 나무인 유칼립투스 킷소니아나 (깁스랜드 말리)는 그의 이름을 따서 명명되었고, 도마뱀인 Panaspis kitsoni (때로는 Panaspis togoensis의 동의어로 간주됨)도 마찬가지이다. 현대 가나의 타코라디에 있는 킷슨 애비뉴는 그의 이름을 따서 명명되었으며, 오스트레일리아 빅토리아 주 베날라의 킷슨 코트와 오스트레일리아 캔버라의 플로리 교외에 있는 킷슨 플레이스도 마찬가지이다.
그의 사망 기사에서 네이처는 이렇게 썼다: "3월 8일에 사망한 앨버트 킷슨 경은 세계적으로 명성이 높은 지질학자였으며, 그가 발견하고 현재 전 세계 여러 곳에서 개발되고 있는 발견들은 그를 당대 최고의 경제 지질학자 중 한 명으로 분류될 자격을 부여한다."
킷슨은 아주 어린 시절부터 주변의 자연 세계에 관심을 가졌다. 그는 평생 동안 화석을 수집하여 빅토리아 주와 런던의 박물관에 보냈다. 그는 빅토리아 주의 금조류에 매료되어 스미스소니언 협회를 위해 이에 대한 기사를 발표하기도 했다. 오스트레일리아의 덤불 속에서 그는 뱀을 다루는 능력을 익혔고, 이는 나중에 영국령 골드코스트에서 그에게 페티시 사제라는 명성을 안겨주었다. 그는 또한 열정적인 사진가였다. 골드코스트에서의 처음 3년이 끝날 무렵 그는 식민지 사진을 약 450장 찍었다. 이 중 많은 사진들이 가나 국립 기록 보관소에 보존되어 있다 (잘못 E. A. 킷슨의 작품으로 귀속되어 있다). 킷슨은 또한 고고학에 대한 열정적인 아마추어 관심으로도 유명했으며, 아프리카와 영국 박물관에 제공한 수많은 유물들을 발견했다.
"키티"라는 별명으로 불린 킷슨은 매우 종교적이고 진지한 사람이었으며 금주가였다. 그는 매우 엄격했는데, J. N. F. 그린이 분명히 밝혔듯이 "평생의 자기 훈련은 킷슨에게 어렵고 힘든 조건에서도 뛰어난 인내력과 집중력을 주었다. 현장에서 다소 엄격한 사람이었지만, 그는 결코 자신을 아끼지 않고 가장 무거운 짐을 졌다." 전 대영박물관 광물 관리인이었던 L. J. 스펜서는 킷슨을 "매우 활동적인 작은 남자; 그의 끊임없는 동반자는 작은 탐사 팬이었다"고 묘사했다. 스펜서는 "1924년 온타리오 북부의 광산 지역에서 그와 함께 여행했던 것을 기억한다; 기차가 멈출 때마다 그는 찾을 수 있는 어떤 도랑이든 그의 작은 팬을 들고 나갔다"고 회상했다. 그가 라이엘 메달을 수상할 때, 오름스비-고어는 "그의 지칠 줄 모르는 에너지뿐만 아니라 그의 매력적이고 자극적인 성격"에 대해 이야기했다.
1910년에 그는 마가렛 레그, 옛 워커(1870-1920)와 결혼했다. 그녀가 사망한 후 1927년에 엘리노어 아몬드 라마주(1892-1963)와 결혼했다. 그의 어머니처럼 그녀는 스코틀랜드 장로회 목사의 딸이었지만, 그녀 자신은 빅토리아 주에서 태어났다. 나이가 많음에도 불구하고 (부부의 나이를 합치면 약 100세였다) 그들은 두 자녀를 두었다: (어니스트) 닐 (1928-2009)과 데이비드 (1935-2011). 앨버트 킷슨은 1937년 3월 8일 비컨즈필드에서 기관지 폐렴과 인플루엔자로 사망했다.
앨버트 킷슨 경은 때때로 아서 킷슨 경 또는 앨프레드 킷슨 경으로 잘못 언급되기도 한다. 그는 또한 그의 동시대인인 앨버트 킷슨, 2대 에어데일 남작 (1863-1944)과 혼동되기도 하는데, 둘은 관련이 없는 것으로 보인다.

## 킷슨의 출판물 포함
- A. E. 킷슨, "골드 코스트", 지리학 저널, 제XLVIII권, 제5호, 1916년 11월, 369-392쪽;
- A. E. 킷슨, "부찬 지구, 동부 깁스랜드의 석회암 동굴 보존 제안", 빅토리아 주 지질조사 기록, 1907년, II(I):37-44;
- 레너드 다윈, 템페스트 앤더슨, A. E. 킷슨, E. O. 틸, '일부 뉴질랜드 화산: 토론', 지리학 저널, 제40권, 제1호 (1912년 7월), 23-25쪽;
- 다윈 소령, 월터 에거튼, 팔코너 박사 & A. E. 킷슨, "남부 나이지리아: 그 구조, 사람, 자연사에 대한 고려: 토론", 지리학 저널, 제41권, 제1호 (1913년 1월), 34-38쪽;
- A. E. 킷슨, "빅토리아의 경제 광물과 암석", 광산국, 특별 보고서, 멜버른; J. 켐프, 정부 대행 인쇄소; 1906년, 517-536쪽;
- 퍼시 콕스, K. S. 샌포드, 본 코니시, L. J. 스펜서, 앨버트 E. 킷슨, R. A. 배그놀드, "사막 모래의 이동: 토론", 지리학 저널, 제85권, 제4호 (1935년 4월), 365-369쪽;
- A. 킷슨, "케냐 카카메가 금광지대 1차 보고서", 런던 광업 저널, 1932년 11월 12일, 757-8쪽;
- A. E. 킷슨, "빅토리아 금조류에 대한 노트". 스미스소니언 협회, 연간 보고서, 1906년, 363-374쪽;
- 퍼시 콕스, H. H. 오스틴, 앨버트 E. 킷슨, W. 캠벨 스미스, E. B. 워싱턴, '텔레키의 화산과 루돌프 호수 남쪽 끝의 용암 지대: 토론', 지리학 저널, 제85권, 제4호 (1935년 4월), 336-341쪽;
- 마이어스 교수, R. H. 커티스, W. P. 러터, J. 위글리, A. E. 킷슨, J. F. 언스테드, "밀 재배의 기후적 한계, 특히 북미에 관하여: 토론', 지리학 저널, 제39권, 제5호 (1912년 5월), 441-446쪽;
- A. E. 킷슨, "수력 발전소 부지로서의 부이 협곡의 가능성". 골드코스트. 지질조사국 보고서 제1호. 아크라, 골드코스트, 1925년;
- 앨버트 킷슨, 골드코스트 지질조사국 운영에 관한 비망록, 1913-30년. 골드코스트, 1930-31년 제XXII호. 아크라: 정부 인쇄소, 1930년;
- A. E. 킷슨, "마운트 메리와 하부 웨리비 계곡의 지질 관찰". 빅토리아 왕립 학회 회보 14, 1902년, 153-165쪽;
- 존 데넌트, & A. E. 킷슨, "빅토리아, 사우스 오스트레일리아, 태즈메이니아의 신생대 동물상에 있는 기술된 화석 종 (이끼 동물과 유공충 제외) 목록". 빅토리아 지질조사 기록 1, 1903년, 89-147쪽;
- A. E. 킷슨, "골드코스트 동부 주 키비 북서쪽 아보모사 다이아몬드 발견 보고서", 정부 인쇄소, 아크라, 골드코스트, 1919년;
- A. E. 킷슨 & E. O. 틸, "뉴질랜드 어퍼 와이타키 분지의 지리", 지리학 저널, 제36권, 1910년, 431쪽.